# David Zucker (homme politique)
Ne doit pas être confondu avec David Zucker (producteur).
David Zucker, né le 11 septembre 1948 à Haïfa (Israël) est un militant de la paix et ancien homme politique israélien de gauche. David Zucker a été membre de la Knesset, le parlement israélien, de 1986 à 1999. 

## Biographie
D'abord député du Mouvement pour les droits civiques et la paix (1986-1992), puis du Meretz (1992-1999), David Zucker a ensuite siégé pendant quelques mois en tant qu'indépendant. Lors des élections législatives de 1999, il est la tête de liste des Verts, mais n'est pas réélu.